# Bataille de Lützen (1632)
 (août 2022).
Si vous disposez d'ouvrages ou d'articles de référence ou si vous connaissez des sites web de qualité traitant du thème abordé ici, merci de compléter l'article en donnant les références utiles à sa vérifiabilité et en les liant à la section « Notes et références ».
Cet article concerne la bataille de la guerre de Trente Ans. Pour la bataille des guerres napoléoniennes, voir bataille de Lützen (1813).
Guerre de Trente Ans
Batailles
La bataille de Lützen (Saxe-Anhalt), le 16 novembre 1632 (le 6 novembre selon le calendrier julien alors en usage), est l'une des batailles les plus marquantes de la guerre de Trente Ans, pendant laquelle les armées suédoises du roi Gustave II Adolphe de Suède, mort au combat, s'imposent face à des forces de la Ligue catholique dirigées par Albrecht von Wallenstein. Elle s'avère être une victoire à la Pyrrhus pour les Suédois, qui y perdent leur roi et près d'un tiers de leurs hommes. Cette victoire est mal exploitée par les Suédois, en grande partie à cause de la mort de Gustave Adolphe, génie stratégique de son époque : peu après, c'est la confusion dans les rangs de l’Union protestante.

## Contexte
Deux jours avant la bataille (4 novembre), le général impérial Albrecht von Wallenstein décide de diviser ses forces en deux, et se retire dans ses quartiers dans les environs de Leipzig. Il ne s'attend pas à ce que l'armée protestante, principalement suédoise et dirigée par le roi de Suède Gustave II Adolphe, s'aventure à de quelconques manœuvres. En effet, l'hiver approchant, la météo devenait gênante pour tout combat, la pluie mouillait la poudre et les soldats s'embourbaient. Cependant, le roi suédois compte attaquer les quartiers impériaux, dans le but de prendre par surprise ses ennemis, piégés dans leurs quartiers et bagages. Il marche vers la dernière position connue de Wallenstein, mais un détachement laissé en avant-garde par Wallenstein ruine ses plans d'attaque par surprise. Le 5 novembre a lieu un accrochage entre les forces protestantes et l'avant-garde impériale près du ruisseau de Rippach, à environ 5 ou 6 kilomètres au sud de Lützen. Cela retarde les forces suédoises de deux à trois heures, empêchant ainsi toute offensive suédoise, les deux armées étant encore séparées par 2 ou 3 kilomètres à la tombée de la nuit.
Wallenstein est informé de l'arrivée suédoise dans l'après-midi du 5 novembre. Réalisant le danger auquel il s'expose, il envoie une missive au général Gottfried Heinrich von Pappenheim, lui ordonnant de retourner au plus vite avec ses forces armées. Pappenheim reçoit la missive juste après minuit, et se met immédiatement en route afin de supporter son allié contre les forces suédoises supérieures en nombre, 40 km plus loin.
Pendant la nuit, Wallenstein déploie son armée défensivement tout au long de l'axe Lützen-Leipzig, abritant ses soldats par des tranchées. Il ancre son flanc droit sur une colline à la pente douce, où il place sa principale batterie d'artillerie.

## La bataille de Lützen

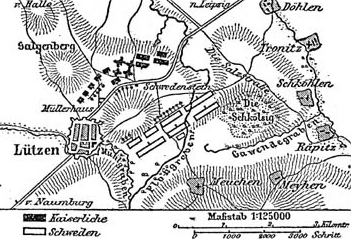
Positions avant la bataille.

La brume matinale ralentit la progression suédoise, mais vers 9 heures du matin pointent déjà les étendards azurés frappés de la croix d'or. Un complexe réseau de canaux empêche Gustave Adolphe de déployer correctement son armée, ne rendant possible l'offensive suédoise qu'à partir de 11 heures.

### La mort de Pappenheim
Au début, la bataille est clairement à l'avantage des Suédois, et l'on prévoit d'ores et déjà une éclatante victoire des forces protestantes. En effet, Gustave-Adolphe réussit à prendre de flanc l'armée de Wallenstein en contournant puis en attaquant la faible aile gauche de l'armée impériale. Pappenheim fait alors irruption sur le champ de bataille avec sa cavalerie, et notamment ses cuirassiers : il réussit à stopper l'avance suédoise sur ce flanc grâce à la charge de ses 2 000  à   3 000 cavaliers. Wallenstein s'exclame : « Je reconnais bien là mon Pappenheim! ». Cependant, en dirigeant lui-même la charge, Pappenheim s'expose dangereusement à l'artillerie ennemie qui arrose la position afin d'endiguer la contre-attaque impériale. Alors qu'il prend le commandement d'une autre charge, Pappenheim est atteint par un boulet d'artillerie suédoise de petit calibre. Il est évacué hors du champ de bataille dans une calèche où il meurt plus tard dans la journée. Au même moment, un flottement se fait sentir dans les rangs impériaux qui mènent la contre-attaque, au point que cette dernière s'effondre devant les contre-attaques suédoises.

### Mort et disparition de Gustave-Adolphe
L’action de la cavalerie sur le flanc gauche impérial éventré par l’attaque suédoise continue, les deux camps faisant donner leurs réserves afin de tirer un avantage tactique de cet affrontement en repoussant l'ennemi. Peu après, aux environs de 13 heures, Gustave-Adolphe décide qu’une charge de cavalerie peut suffire à culbuter l’ennemi et lui permettre ainsi de remporter le combat à ce niveau. Il prend lui-même le commandement de ses escadres de cavalerie et charge ; cependant, dans les denses fumées résultant des mousqueteries et de la brume épaissie par la poudre, son cheval léger l’éloigne de ses compagnons cavaliers. Il est alors tué par plusieurs tirs.
On ignore pendant longtemps son sort mais, lorsque les fusils se taisent et que la fumée se dissipe, son cheval, un oldenbourg nommé Streiff, est aperçu entre les deux lignes sans son cavalier ; Gustave-Adolphe ne se trouve pas aux environs de la position du cheval. Sa disparition est la cause directe de l’arrêt des opérations qui, jusque-là, tournaient à l’avantage des Suédois au niveau de l’aile gauche impériale. On recherche le corps du défunt monarque : défiguré, frappé par les balles de la mousqueterie, il n’est retrouvé qu’une à deux heures plus tard et évacué dans le plus grand secret dans un wagon de l’artillerie suédoise.
Entretemps, l’infanterie expérimentée du centre suédois est tenue de suivre les ordres relatifs aux plans de Gustave-Adolphe : enfoncer le centre impérial, lourdement défendu par des troupes solidement retranchées ; mais l’attaque est un échec retentissant. Ils sont en premier lieu décimés par les feux conjugués de l’artillerie et de l’infanterie impériale, avant d’être balayés par une charge d’infanterie qui camoufle une vague de cavalerie. Deux des plus vieux et des plus expérimentés des régiments suédois, à savoir le « vieux bleu » et le « régiment jaune » sont anéantis dans cet assaut meurtrier, une poignée de survivants se jetant dans les lignes désordonnées suédoises, la première se repliant déjà devant une telle concentration de feu de la part des Impériaux. Le pasteur royal, Jakob Fabricius, regroupe une poignée d’officiers suédois autour de lui et commence à chanter un psaume. Cet acte fait stopper plusieurs centaines de soldats suédois dans leur retraite, que le troisième commandant Dodo von Knyphausen peut rallier grâce à sa deuxième ligne encore préservée du feu de l’artillerie ennemie. La première ligne au moral encore chancelant se reforme alors.

### Bernard de Saxe-Weimar
Vers 15 heures, le deuxième commandant de l'armée protestante Bernard de Saxe-Weimar, informé de la mort du roi, revient de l'aile gauche et prend le commandement intégral de l'armée protestante. Il veut gagner cette bataille afin de venger la mort de Gustave, ou trépasser en faisant un maximum de pertes, invalidant ainsi la légende populaire qui prétend que le sort du souverain est inconnu de toute l'armée (malgré le fait que circulent déjà des rumeurs plus tôt, mais ce n'est que le lendemain que Bernard réunit les officiers ayant survécu afin de leur révéler la vérité sur le sort de leur roi).
La bataille est une lutte sinistre, les deux armées laissant derrière elles des pertes terribles. Finalement, lorsque le crépuscule tombe, les Suédois réussissent à capturer la principale batterie d'artillerie impériale, et donc sa position en hauteur après avoir refoulé son aile droite. Les Impériaux se retirent et se placent hors de portée des Suédois, leur abandonnant le terrain. À 18 heures arrive l'infanterie de Pappenheim forte de 4 000 hommes, qui a marché toute la journée guidée par le canon. Ils veulent repousser les Suédois, mais Wallenstein, pour qui la situation est désespérée, leur ordonne de se replier, en couvrant la retraite du gros de l'armée vers Leipzig.

## Conséquences et analyses

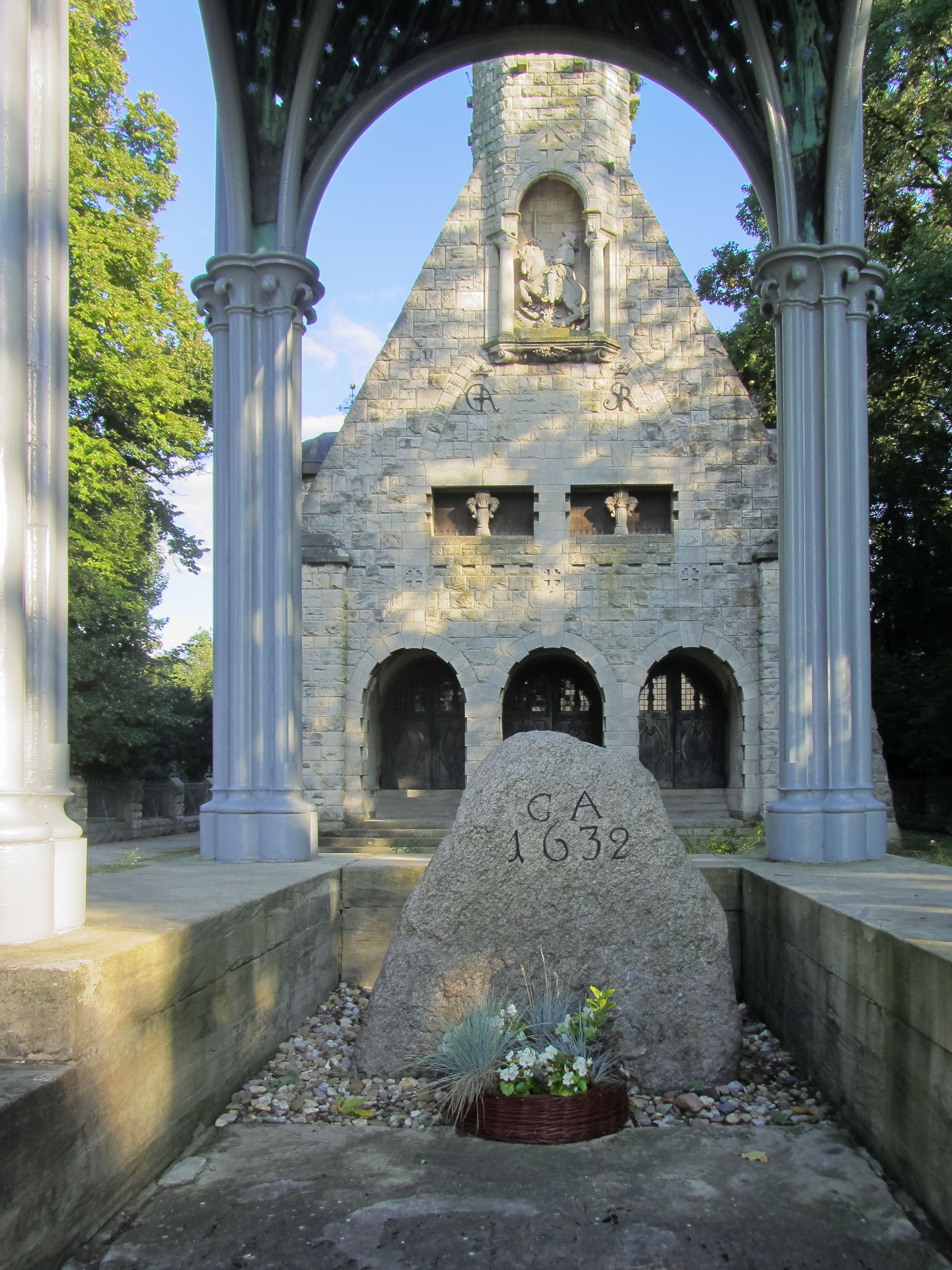
La chapelle votive construite en mémoire de Gustave II Adolphe.

Stratégiquement et tactiquement, la bataille de Lützen est une grande  victoire de Wallenstein. Ayant été contraintes de lancer l'assaut sur des forces retranchées, les forces suédoises perdent 6 000 hommes, incluant blessés graves et déserteurs, qui d'ailleurs ont repris du service quelques semaines plus tard. L'armée impériale, contrairement encore une fois à la propagande suédoise et plus généralement protestante, perd  moins d'hommes que les Suédois, soit moins de 6 000 hommes, alors que les Protestants en perdent plus du tiers des leurs.
Une conséquence bien plus remarquable demeure la mort de Gustave Adolphe, commandant suprême des forces protestantes. Sans lui pour unifier les protestants allemands, leur effort de guerre perd en efficacité. Ainsi, les Habsbourg catholiques peuvent rétablir leur équilibre militaire et économique pour ensuite compenser les pertes engendrées par les actions suédoises de Gustave Adolphe.
En outre, la mort du roi de Suède permet à la France de prendre une place prépondérante au sein de la coalition anti-Habsbourg, avant d'en prendre le commandement. La régence en Suède est forcée d'accepter un rôle bien moindre pour les affrontements à venir, qui finalement sont interrompus par le traité de Westphalie de 1648.
À l'endroit où Gustave tomba se dresse une chapelle, construite en 1907 par un citoyen de Göteborg, Oskar Ekman.
Selon des historiens, c'est Wallenstein qui a gagné cette bataille, qui s'est déroulée sur la fin dans un tel brouillard ajouté à la fumée des mousquets, que, pour ne pas tirer sur leurs propres soldats, les impériaux criaient Jesus Maria et les Protestants Lebe der König.
Wallenstein avait largement les forces de bousculer les Suédois, ce qu'il aurait dû faire après le sacrifice de von Pappenheim.
Mais, horrifié par la cruauté de la guerre, il a choisi d'y renoncer et de laisser la place à la négociation (ce qui n'était pas son rôle mais celui de l'empereur).

## Galerie

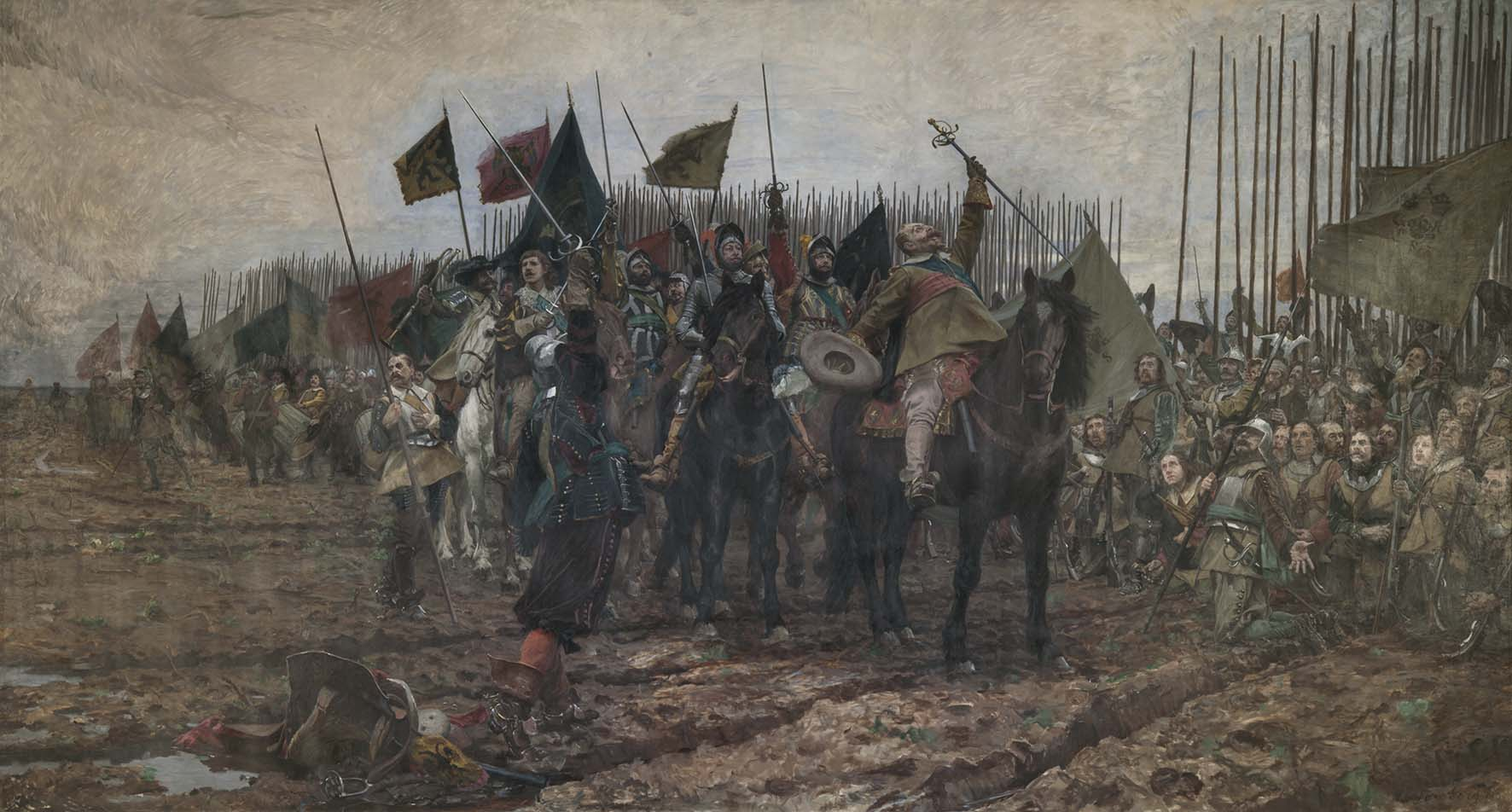
Le roi Gustave Adolphe avant la bataille de Lützen, Nils Forsberg (1900)
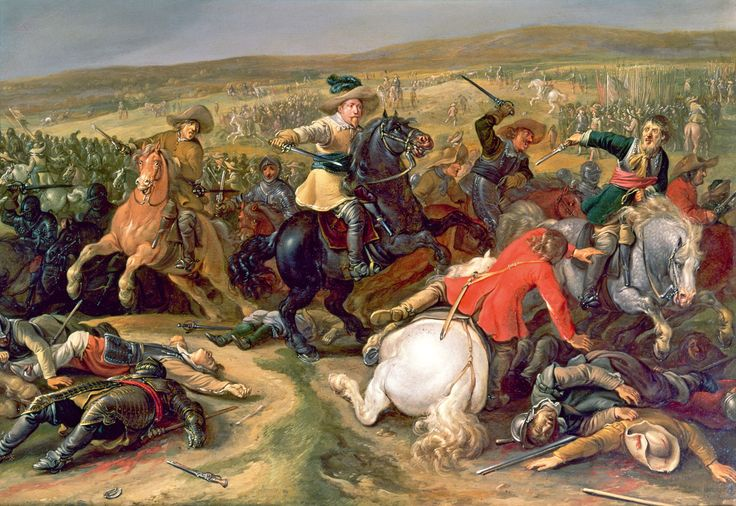
Jan Martszen le Jeune (nl) (1634)
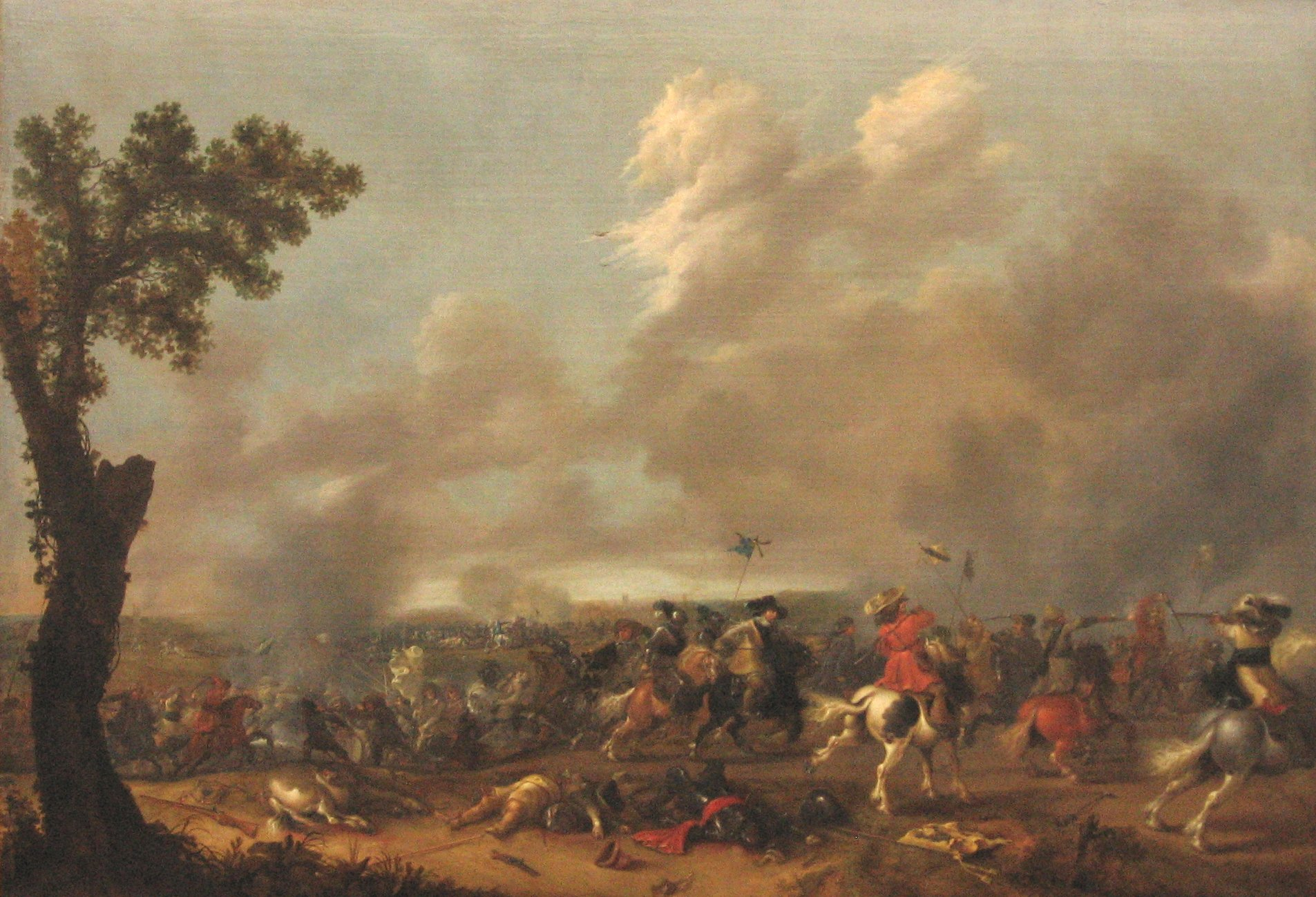
Gustave Adolphe à la bataille de Lützen, Jan Asselijn (1635)
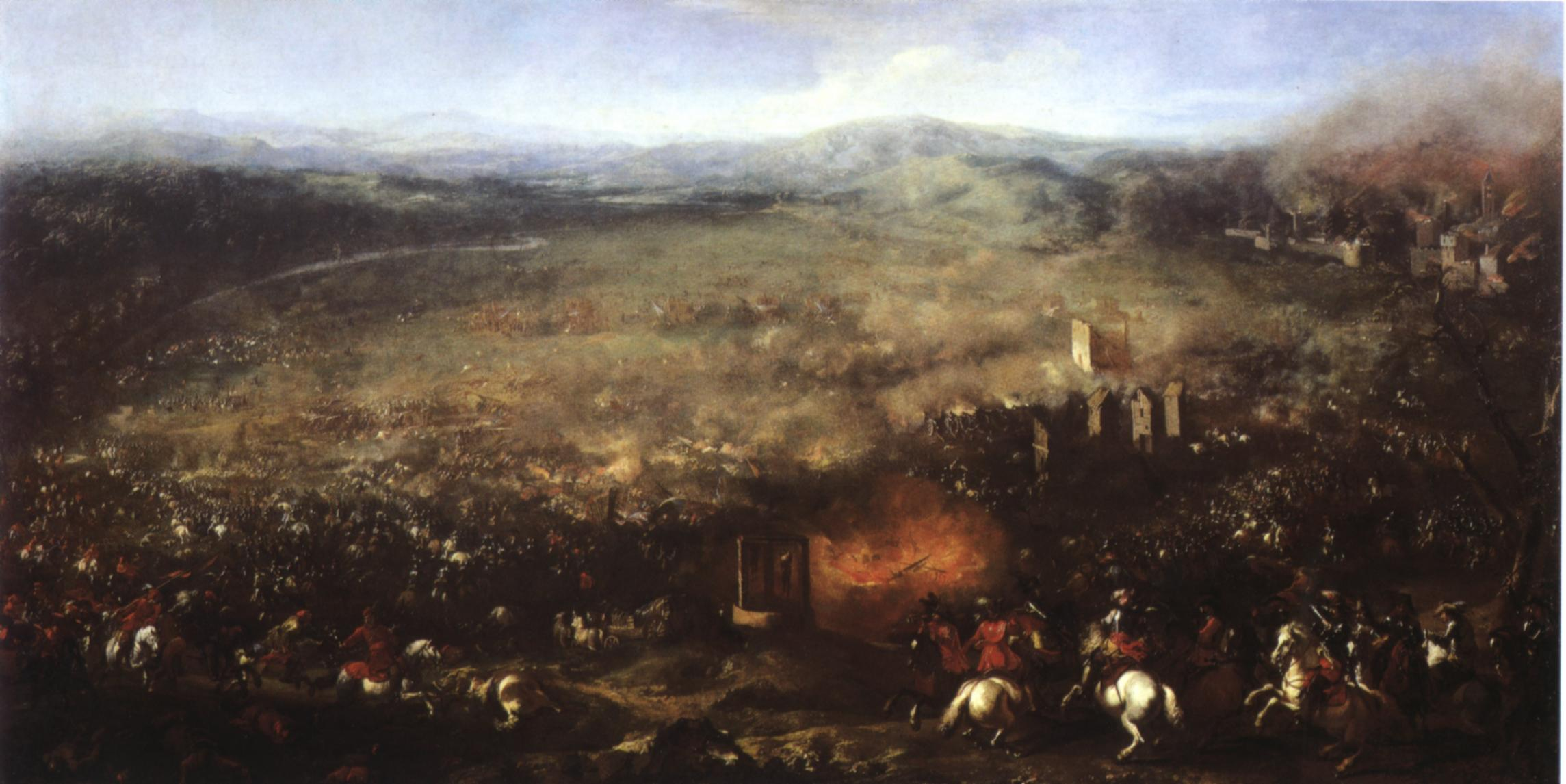
La bataille de Lützen, Jacques Courtois (vers 1655)
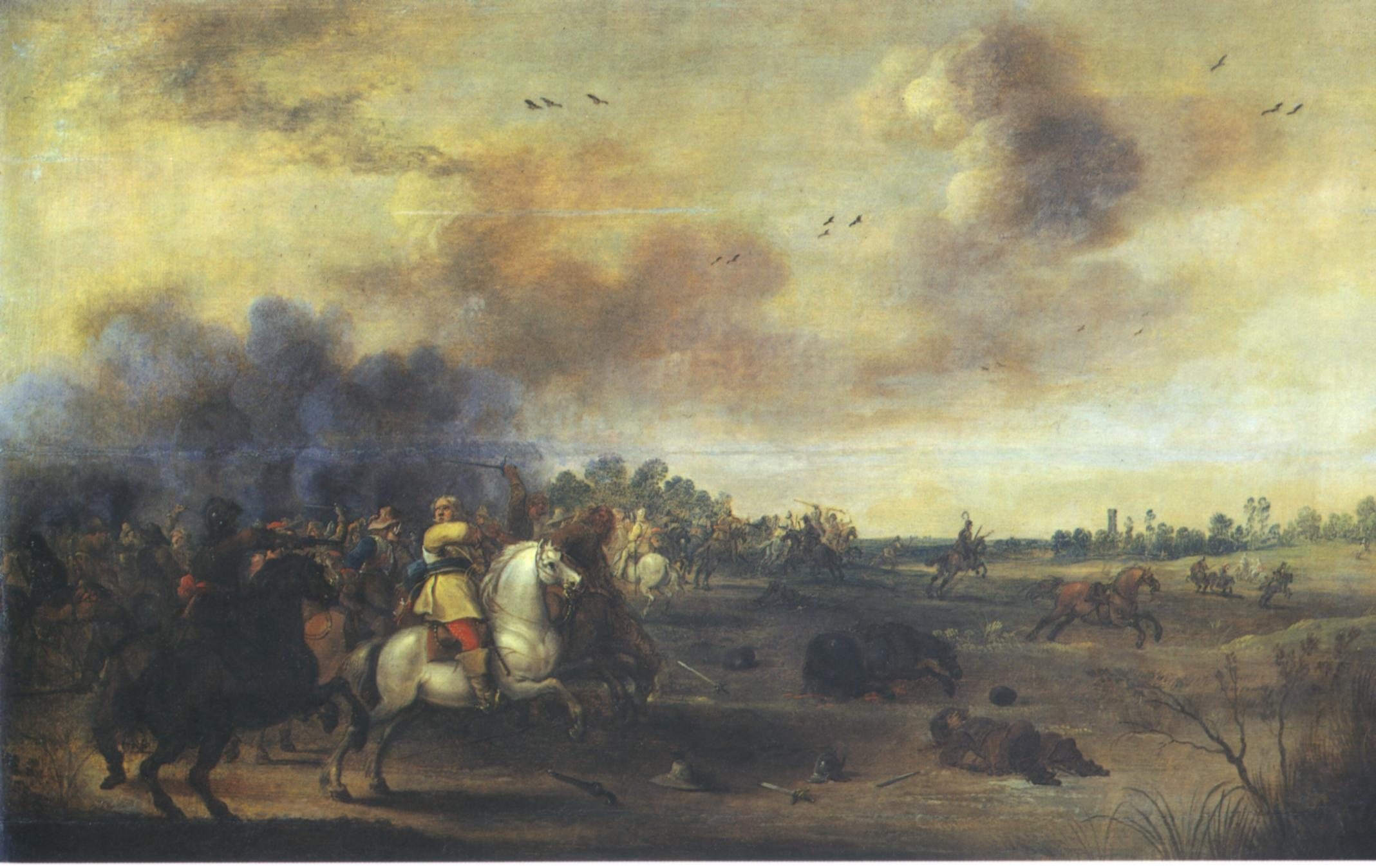
Gustave II Adolphe à la bataille de Lützen le 16 novembre 1632, Pieter Meulener (en)
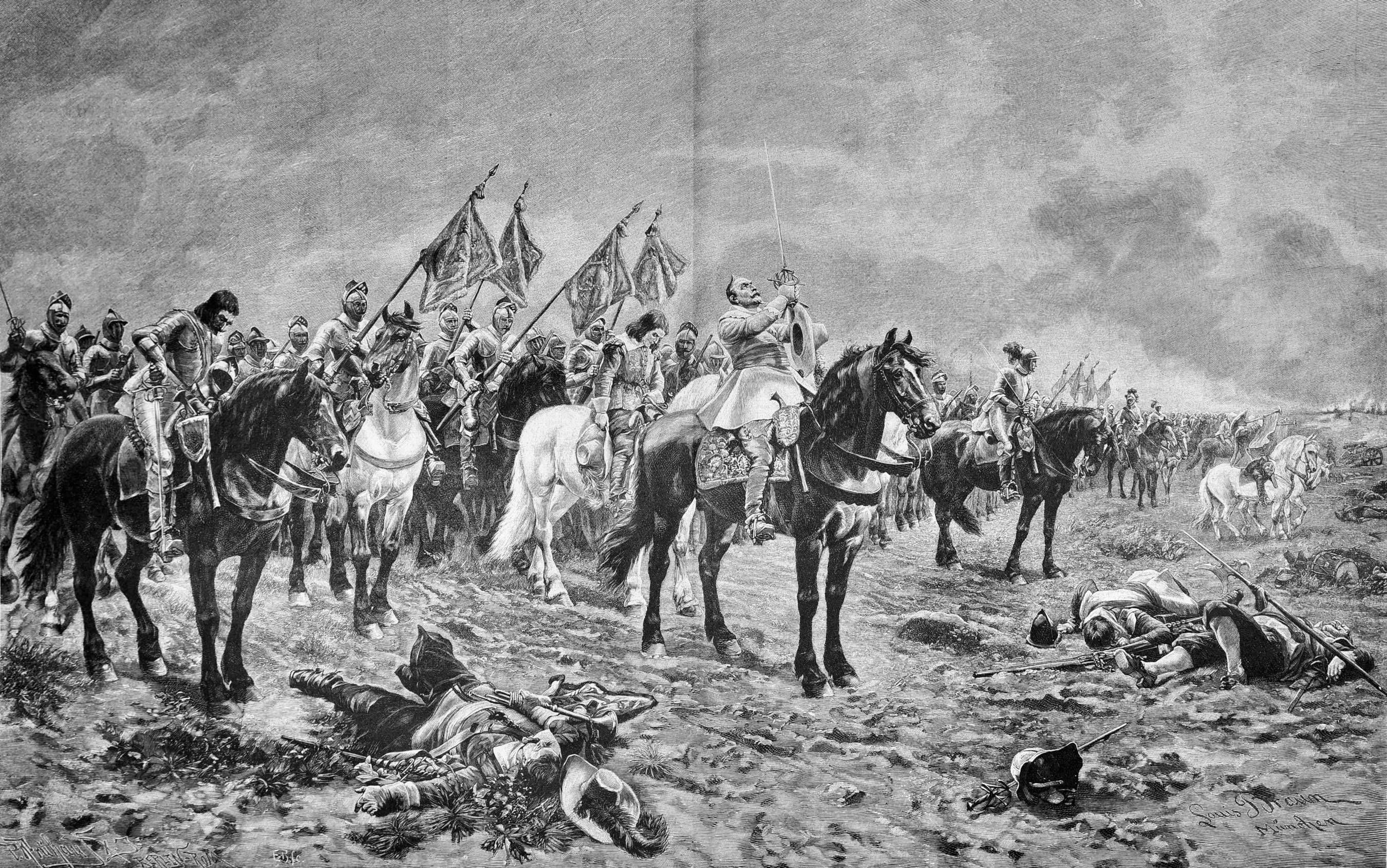
Die Gartenlaube, Louis Braun (1894)